# Prime (bebida)
Prime (estilizado como PRIME) é uma bebida energética criada e comercializada pela Prime Hydration, LLC. É promovida e fundada pelos Youtubers e influencers Logan Paul e KSI. O anúncio e o lançamento do produto em 2022 foram seguidos por vários rumores na internet associados a estas personalidades das redes sociais, que têm dezenas de milhões de seguidores em conjunto. O produto foi também promovido através de acordos convencionais de patrocínio desportivo. A Prime foi introduzida em Portugal no final de 2022. 

## História
A 4 de Janeiro de 2022, os YouTubers KSI e Logan Paul, com mais de 40 milhões de subscritores no YouTube e milhões de seguidores noutras plataformas, anunciaram num direto no Instagram que tinham fundado uma nova empresa de bebidas sob o nome de «Prime Hydration». O seu envolvimento conduziu a um entusiasmo nas redes sociais em torno do produto, a que se seguiu uma procura por parte de crianças em idade escolar, sobretudo rapazes e adolescentes. De acordo com o Evening Standard, o aumento da procura provocou preços elevados entre os revendedores em linha, incluindo um anúncio no eBay que oferecia doze garrafas por 400 libras esterlinas, cerca de 465 euros. A Sky News informou que o lançamento da bebida provocou "cenas caóticas" nos supermercados Asda e Aldi no Reino Unido. Um artigo do Financial Times referia o relato de um professor londrino sobre o facto de as crianças que apenas possuíam garrafas Prime usadas, cheias de água, terem sido "catapultadas para um estatuto mais elevado entre os seus pares".

## Publicidade
Em Janeiro de 2023, o Ultimate Fighting Championship (UFC) anunciou um acordo de marketing conjunto com a marca, no qual a Prime se tornou o fornecedor oficial de bebidas desportivas da organização de artes marciais mistas.
Em Fevereiro de 2023, a Prime foi apresentada num anúncio da Super Bowl LVII. Em Julho do mesmo ano, o FC Barcelona assinou um acordo de patrocínio com a Prime e, no mês seguinte, o Bayern de Munique também assinou um acordo de patrocínio com a marca.
A Prime fez história ao tornar-se o primeiro patrocinador do ringue central da WWE, a empresa de luta livre profissional para a qual Logan Paul trabalha, quando foi revelado que iria patrocinar todos os eventos pay-per-view e de transmissão em direto da WWE, a começar pela WrestleMania XL.

## Produtos

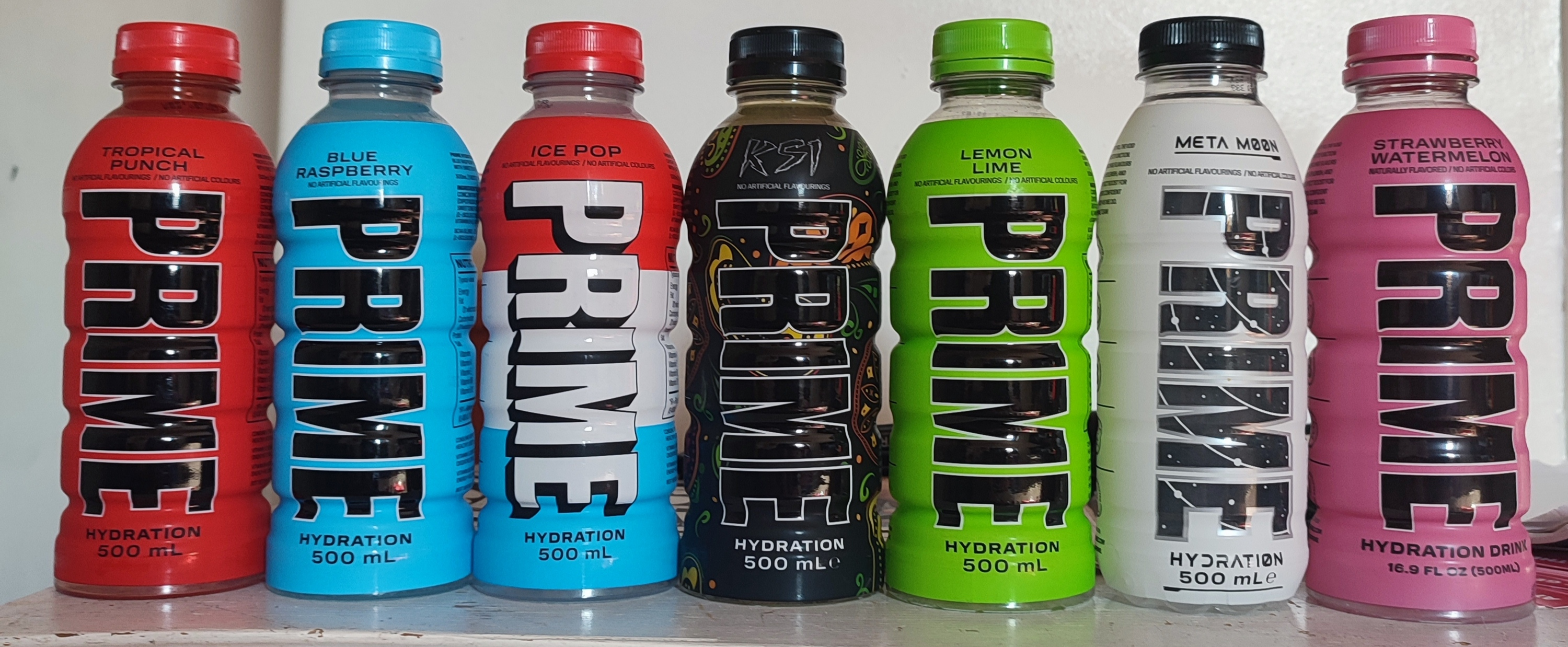
Seleção variada de sabores da Prime Hydration.

A bebida está disponível em diversos sabores, entre eles: blue raspberry (framboesa azul), grape (uva), ice pop (cereja), lemon lime (lima-limão), meta moon, orange (laranja), strawberry watermelon (melancia-morango) e tropical punch (ponche tropical). E a versão energética, lançada em 2023, está disponível em: lima-limão, manga-laranja, melancia-morango e ponche tropical.

## Aprovação regulamentar e estatuto legal
A Prime Energy foi banida na Nova Zelândia. A bebida também foi proibida nas escolas de muitos países, incluindo algumas na Austrália, Canadá, África do Sul, Reino Unido e Estados Unidos. A 8 de Agosto de 2023, a bebida foi proibida nos Países Baixos devido ao seu elevado teor de cafeína. e a 30 de Novembro de 2023, a Inspeção Sanitária Federal da Federação da Bósnia e Herzegovina proibiu a importação de 1596 unidades do sabor Ice Pop devido a testes laboratoriais que demonstraram que alguns ingredientes específicos poderiam ter um efeito nocivo na saúde humana. Em Portugal, nem as bebidas energéticas nem as isotónicas da Prime estão sujeitas a qualquer regulamentação, podem ser vendidas livremente.

## Desportistas que patrocinaram a bebida
- Alexander Volkanovski, lutador de MMA.
- Israel Adesanya, lutador de MMA.
- Patrick Mahomes, jogador de futebol americano.
- Alisha Lehmann, futebolista.
- Kyle Larson, piloto.
- Shakur Stevenson, pugilista.
- Cody Rhodes, lutador profissional.